# ジェイ・ストリート-メトロテック駅
ジェイ・ストリート-メトロテック駅 (Jay Street–MetroTech) はニューヨーク市地下鉄INDフルトン・ストリート線とINDカルバー線、BMT4番街線の乗換駅である。ブルックリン区ダウンタウンのジェイ・ストリートとウィルビー・ストリートの交差点に位置し以下の系統が停車する。
- A系統・F系統・R系統：終日
- C系統：深夜を除く終日
- N系統：深夜のみ
- W系統：ラッシュ時

駅は元々ジェイ・ストリート-ボロー・ホール駅 (Jay Street–Borough Hall) とローレンス・ストリート-メトロテック駅 (Lawrence Street–MetroTech) という別々の駅で両駅間の連絡通路などは無かった。2010年のMTAの駅改良工事の一環で両駅を結ぶ連絡通路が開通、それと同時にADAに準拠するためエレベーターが設置された。

## 駅構造
| G                                          | 地上階                                     | 出入口 |
| B1                                         | 改札階                                     | 改札口、駅員詰所、メトロカード自動券売機 （以下の2箇所にエレベーターあり - ウィロビー・ストリート南側、ブリッジ・ストリート-フィールド・ストリート間にあるウィロビー・ストリート100番地の建物内、改札より下にエレベーターなし）                                                              |
| B2 フルトン・ストリート線/カルバー線ホーム | カルバー線北行                             | ← ジャマイカ-179丁目駅ゆき（ヨーク・ストリート駅） |
| B2 フルトン・ストリート線/カルバー線ホーム | 島式ホーム、到着番線に応じた側のドアが開く | |
| B2 フルトン・ストリート線/カルバー線ホーム | フルトン・ストリート線北行                 | ← インウッド-207丁目駅ゆき（ハイ・ストリート駅） ← 168丁目駅ゆき（ハイ・ストリート駅） |
| B2 フルトン・ストリート線/カルバー線ホーム | フルトン・ストリート線南行                 | → レファーツ・ブールバード駅、ファー・ロッカウェイ駅、ロッカウェイ・パーク駅ゆき（ホイト-スカーマーホーン・ストリーツ駅）→ ユークリッド・アベニュー駅ゆき（ホイト-スカーマーホーン・ストリーツ駅）→                                                                                          |
| B2 フルトン・ストリート線/カルバー線ホーム | 島式ホーム、到着番線に応じた側のドアが開く | |
| B2 フルトン・ストリート線/カルバー線ホーム | カルバー線南行                             | → カルバー線経由コニー・アイランド駅ゆき（バーゲン・ストリート駅）→ ラッシュ時：カルバー急行線経由コニー・アイランド駅ゆき（7番街駅）→ |
| B3 4番街線ホーム                           | 北行線                                     | ← 深夜帯：アストリア-ディトマース・ブールバード駅ゆき（コート・ストリート駅） ← フォレスト・ヒルズ-71番街駅ゆき（コート・ストリート駅） ← 深夜帯：ホワイトホール・ストリート駅ゆき（コート・ストリート駅） ← ラッシュ時：アストリア-ディトマース・ブールバード駅ゆき（コート・ストリート駅） |
| B3 4番街線ホーム                           | 島式ホーム、左側ドアが開く                 | |
| B3 4番街線ホーム                           | 南行線                                     | → 深夜帯：シー・ビーチ線経由コニー・アイランド駅ゆき（ディカルブ・アベニュー駅）→ ベイ・リッジ-95丁目駅ゆき（ディカルブ・アベニュー駅）→ ラッシュ時のみ：グレーブセンド-86丁目駅ゆき（ディカルブ・アベニュー駅）→                                                                            |

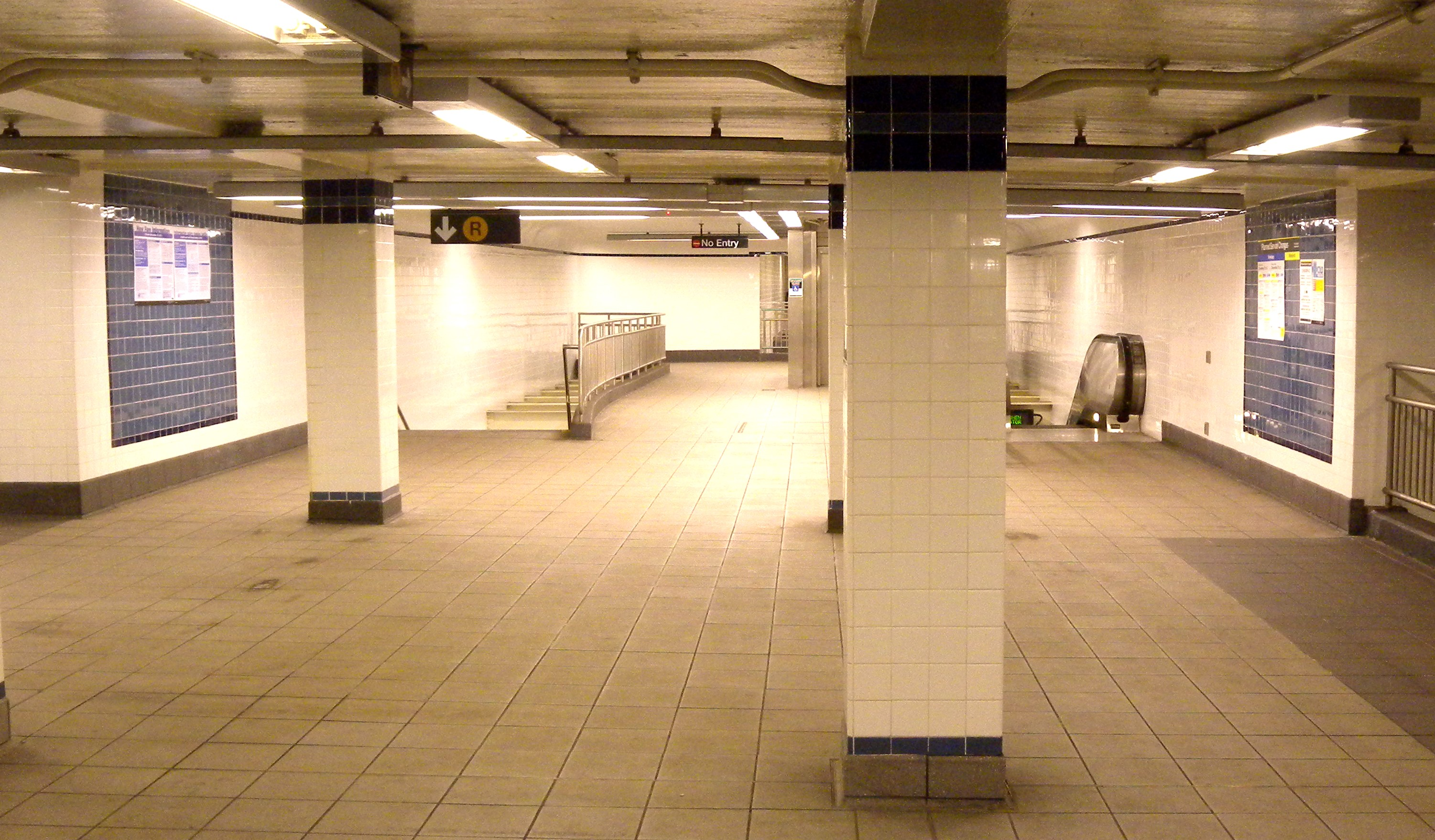
駅への連絡通路

駅は地下に3つの階があり、地下1階にIND改札階、地下2階にINDホーム、地下3階にBMTホームがある。BMTホームには階段と2機のエスカレーター、エレベーターがIND改札階から接続しているほかBMT側の改札階がある。
両駅は1ブロックしか離れていなかったが実に77年間もの間連絡通路などは一切なく一度改札を出る必要があった。1981年、MTAは地下鉄内で老朽化している69駅に当駅のIND側を挙げた。しかし2005年には当駅を含む12駅の改装工事が無期限延期された。
2007年3月、最終的に駅の改装工事を行うことが決定し契約が結ばれた。MTAは2005-2009 キャピタル・プログラムの一環として長さ175フィート (約53m) の両駅間連絡通路を建設した。改装工事は1億6450万ドルの費用を掛けて行われ、連絡通路の他にもADAに準拠するためにエレベーターも設置された。その後2010年12月10日に連絡通路が開通、それに伴い駅名が現在の物へと変更された。この連絡通路は1日当たり3万5000人もの乗客の利便性向上に役立つと予測された。
駅には2009年にベン・スニードにより製作された『Departures and Arrivals』というアートワークが設置されている。このアートワークは長さ173フィート (約53m) のガラスモザイクで構成されており、ムクドリ、スズメ、ミノカサゴ、オウム、ハンミョウ、コイなどの動物が描かれている。このアートワークは駅改装工事中に設置された。

### 出入口
終日開いているINDとBMT双方の改札口は中央にあり改札機ときっぷ売り場、ジェイ・ストリートとウィルビー・ストリートの交差点北東への階段と同交差点北西への階段・エスカレーター・ADAに準拠したエレベーターがある。

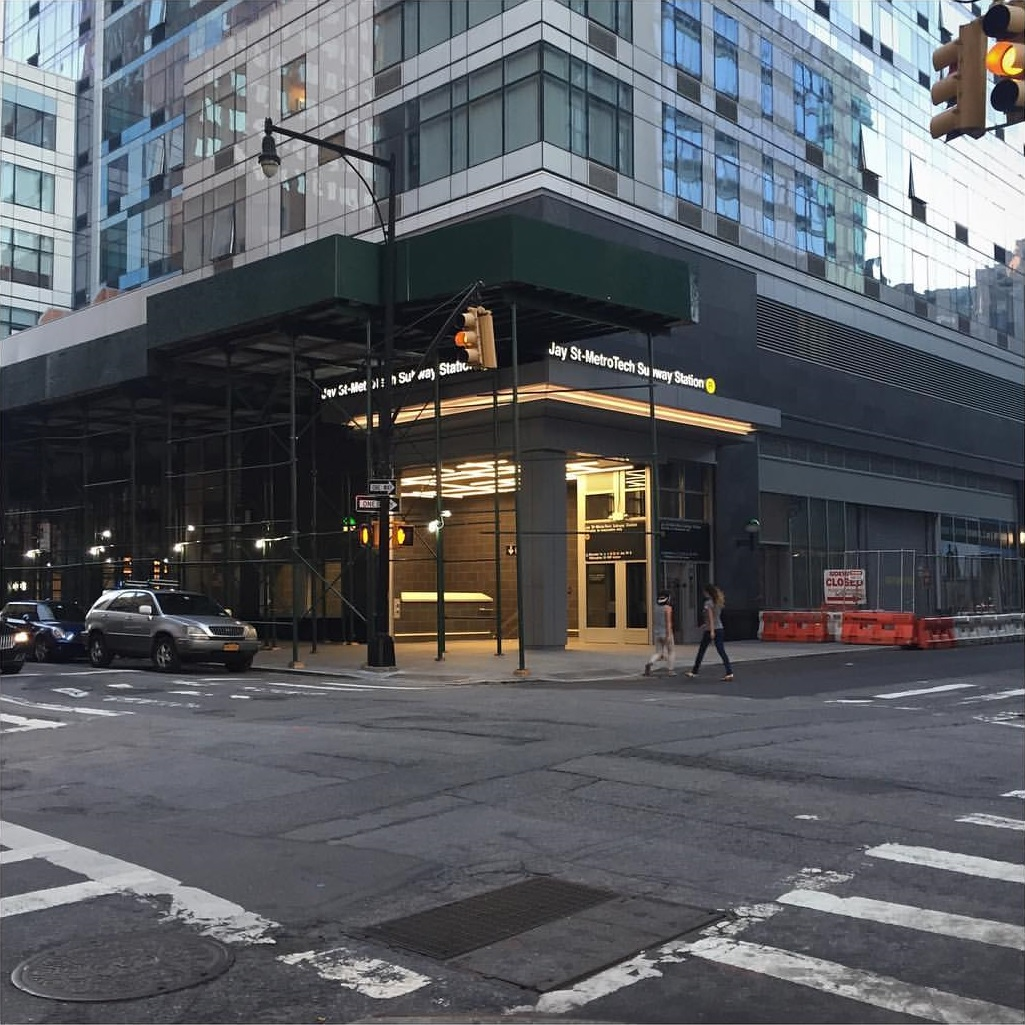
BMTホームへ接続するウィルビー・ストリートとブリッジ・ストリートの交差点南東の出入口、2016年撮影。

他の2ヶ所の改札口は無人である。駅北端には平日のみ開いている回転式改札機ときっぷ売り場、メトロテックセンターへの階段、ニューヨークシティ・トランジット・オーソリティ本社への階段と4機のエスカレーターがある。このエスカレーターは1952年の駅改良工事の際に設置された。これらはアートデコ/アートモダンスタイルでデザインされている。ビルには第二次世界大戦で死亡したニューヨーク市交通局社員の慰霊碑がある。反対の南側には回転式改札機とジェイ・ストリートとフルトン・ストリートの交差点北側への2つの階段がある。
BMTのみの終日開いている改札口は駅の西端にあり回転式改札機ときっぷ売り場、ウィルビー・ストリートとローレンス・ストリートの交差点東側への4つの階段がある。階段は直接BMTホームへと接続している。
反対の東端には一部時間帯のみ開いている改札口があり、回転式改札機とウィルビー・ストリートとブリッジ・ストリートの交差点への階段がある。また、BMTホームのエスカレーターはこの改札口に接続している。
2016年にAVA DoBro高層住宅の一部として新たな出入口が設置された。これはウィルビー・ストリートとブリッジ・ストリートの交差点南東の古い階段を置き換える。2016年6月に建設されたこの入口には階段とエレベーターがある。MTAはこの住宅に接続する新たな入口を建設されることを望んでいる。これは高層住宅の開発者がこの入口の建設費用を全て支払ったためである。なお、こちらの入口のエレベーターは改札階まででホームには接続していないためADAに準拠していない。
駅には16の階段と2機のエレベーター、そして上下1セット（計2機）のエスカレーターがある。以下に示す出入口のうち背景が緑色の物は終日、背景が赤の物は一部時間帯のみ開いている。
| 出口位置                                                   | 種類           | 数                        |
| ---------------------------------------------------------- | -------------- | ------------------------- |
| ジェイ・ストリートとマートル・プロムナードの交差点南東     | 階段           | 1                         |
| ジェイ・ストリートとマートル・プロムナード西側             | 階段           | 1                         |
| ジェイ・ストリートとウィルビー・ストリートの交差点北西     | エスカレーター | 1セット（計2機）          |
| ジェイ・ストリートとウィルビー・ストリートの交差点北西     | 階段           | 2                         |
| ジェイ・ストリートとウィルビー・ストリートの交差点北西     | エレベーター   | 1 (ADA準拠)               |
| ジェイ・ストリートとウィルビー・ストリートの交差点北東     | 階段           | 2                         |
| ジェイ・ストリートとフルトン・ストリートの交差点北西       | 階段           | 1                         |
| ジェイ・ストリートとフルトン・ストリートの交差点北東       | 階段           | 1                         |
| ウィルビー・ストリートとローレンス・ストリートの交差点北東 | 階段           | 2                         |
| ウィルビー・ストリートとローレンス・ストリートの交差点南東 | 階段           | 2                         |
| ウィルビー・ストリートとブリッジ・ストリートの交差点北東   | 階段           | 1                         |
| ウィルビー・ストリートとブリッジ・ストリートの交差点南東   | 階段           | 1                         |
| ウィルビー・ストリートとブリッジ・ストリートの交差点南東   | エレベーター   | 1 (改札階まで、ADA非準拠) |
| ウィルビー・ストリートとブリッジ・ストリートの交差点南西   | 階段           | 1                         |

## IND
INDフルトン・ストリート線及びINDカルバー線のジェイ・ストリート-メトロテック駅 (Jay Street–MetroTech) は南北線2線ずつ、計4線と島式ホーム2面を有した2面4線の対面乗換駅で、内側2線はフルトン・ストリート線、外側2線はカルバー線である。IND8番街線へ乗り入れる列車が内側のフルトン・ストリート線側を、IND6番街線へ乗り入れる列車が外側のカルバー線側を使用するが駅の北側にある転轍機を使用することにより別線へ転線することが可能である。ただし、このシーサスクロッシングは通常運行時には使用されない。
駅の北行ホームには青い柱が、南行ホームには白タイル張りのコンクリートの柱がある。駅改装前には白タイル張りのホーム壁面にコバルトブルーの横線と黒地に白で「JAY」と書かれた標があった。改装後には青の横線の幅が広げられ、更に黒とヘザーブルーの横線も追加された。また、青の横線のタイルも新しい物に張り替えられたが元のタイルより少し色が暗くミッドナイトブルーとなっている。
各ホームにはそれぞれ6つの階段と1機のエレベーターがあり改札階へと繋がっている。なお、改札階は改装前は駅全体に掛かる形であったが改装後に2つに分断された。改札階には北側改札口、中央改札口、南側改札口、BMTへの乗換通路がある。

### 歴史
駅はロウアー・マンハッタンのIND8番街線チェンバーズ・ストリート駅から南へ3駅延伸した際の最も南側の駅である。延伸区間の工事は1928年6月に開始された。延伸区間は1933年2月1日に開業、それと同時に当駅もジェイ・ストリート-ボロー・ホール駅 (Jay Street–Borough Hall) として開業した。なお、開業当初は内側2線のみの2面2線の駅であったが1933年3月20日にINDカルバー線が開業、外側にカルバー線の2線を追加する形で2面4線の今の形となった。1936年4月9日、IND6番街線が西4丁目-ワシントン・スクエア駅まで開業、同日にINDフルトン・ストリート線がロッカウェイ・アベニュー駅まで開業した。
1969年までBMTマートル・アベニュー線のブリッジ-ジェイ・ストリーツ駅と同線サムナー・アベニュー駅までの無料送迎バスが運行されていた。また、マートル・アベニュー線が部分廃止された際にはマートル・アベニュー線沿いを走っているB54バスに乗り継ぎが行われた。現在はメトロカードを利用することにより地下鉄とバスの乗り換えが無料（通し運賃）になり通常通り運賃を支払うよりも安く移動することができる。 

### 試験
当駅は様々な試験で使用されている。
1955年、市は乗客の安全のためにホーム端に円形の盛り上がった物体を試験的に設置した。これは互いに1フィートずつ離れて設置され、長さは5mに及ぶ物と予測された。北行ホームの物の直径は4インチ (約10cm)、南行ホームの物の直径は3インチ (約7.6cm) であった。 
1957年に市はまた試験を行い自動券売機が設置された。
1987年9月、またも試験が行われ今回は改札機がプリペイドカードで運賃の支払いが可能な構造に改造された。これは後にメトロカードとして実現した。
更に2005年5月にも試験が行われた。今回はきっぷ売り場を閉鎖、駅員は乗客に対応するためきっぷ売り場とは別の場所に配置された。この試験は他の7駅でも実施された。

### 画像

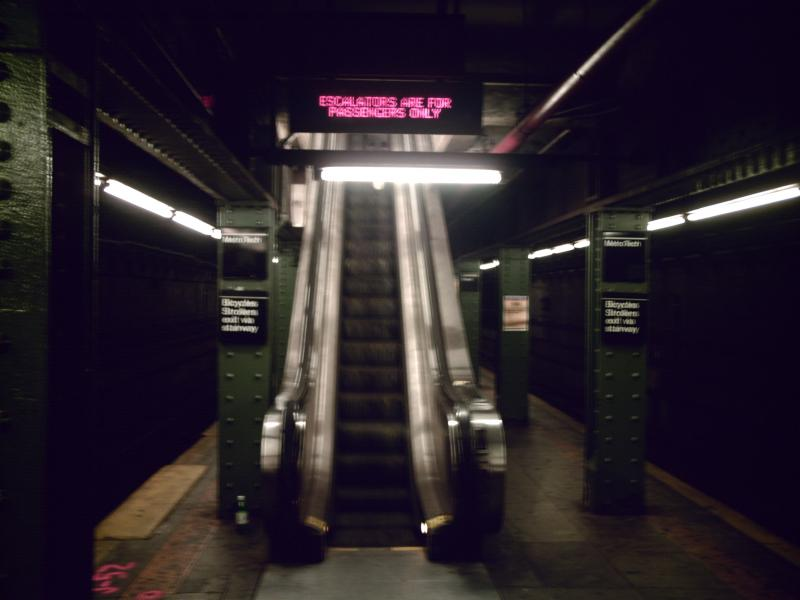
出口専用エスカレーター
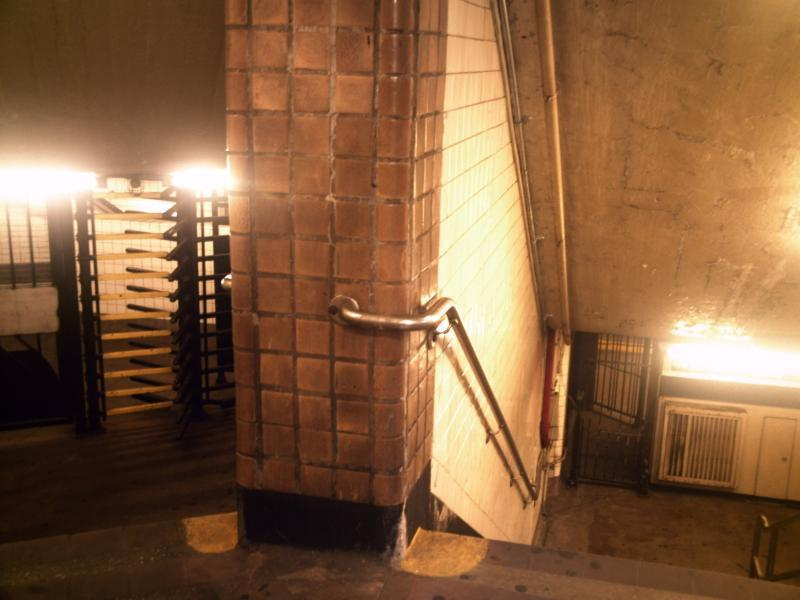
BMT側の改札階
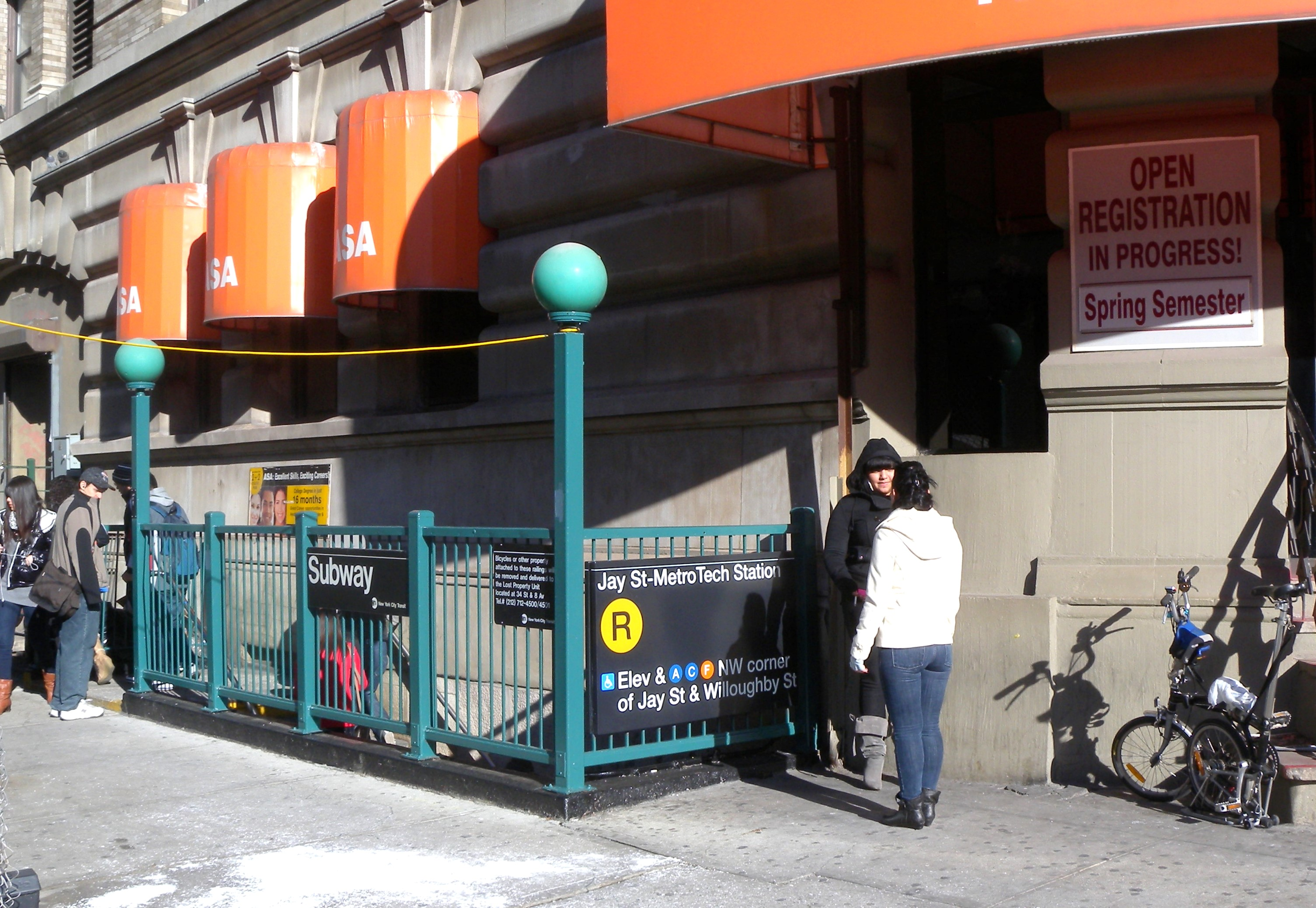
地上の出入口

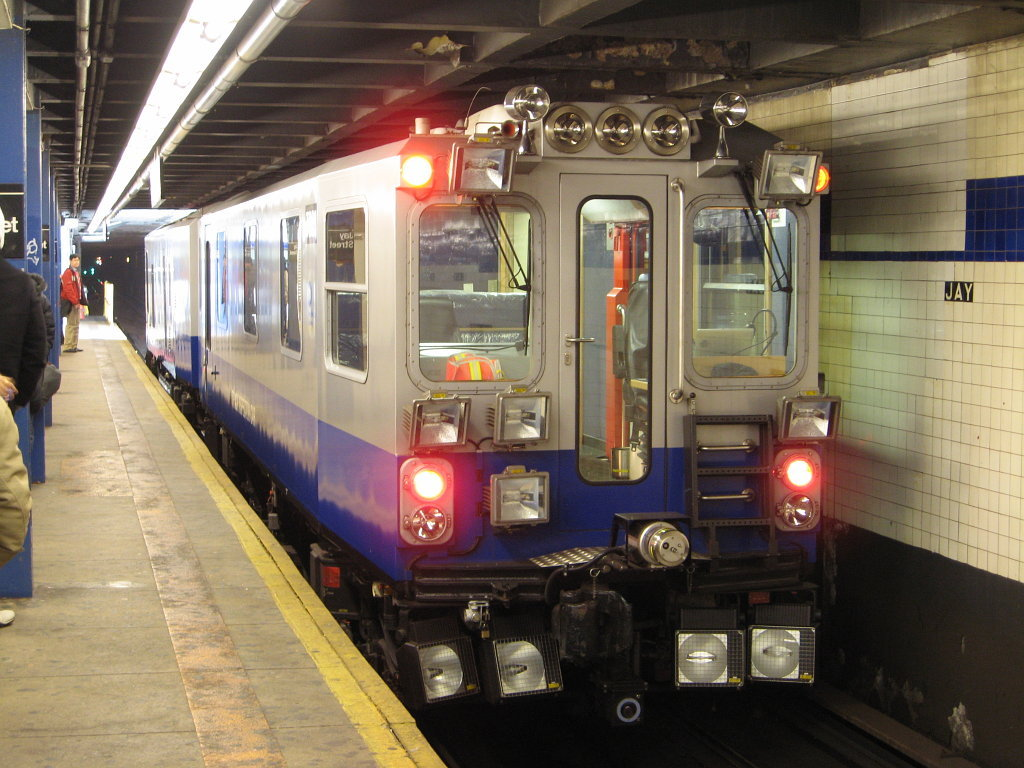
INDカルバー線北行線を走行中の軌道検測車
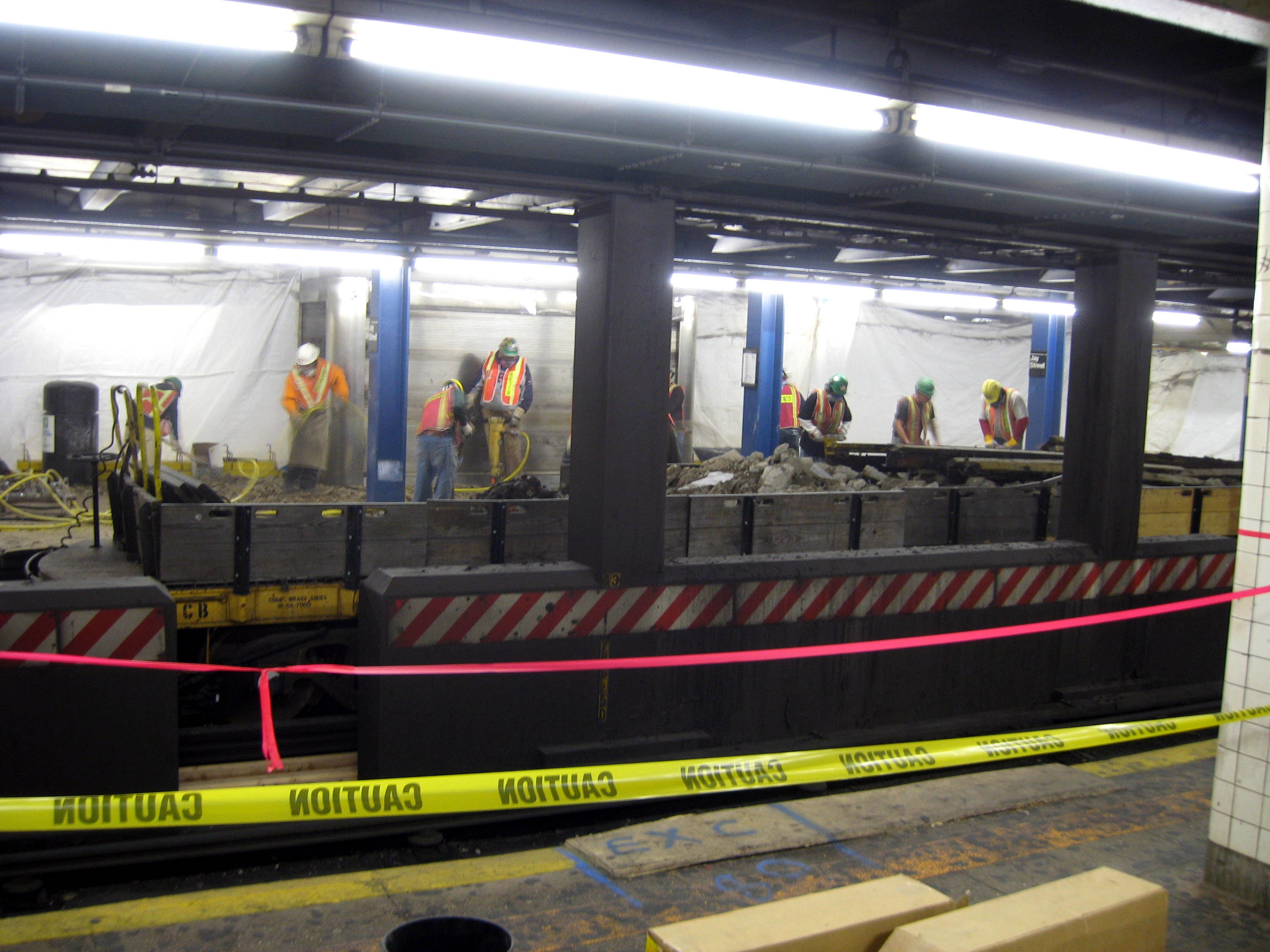
ホーム改良工事風景
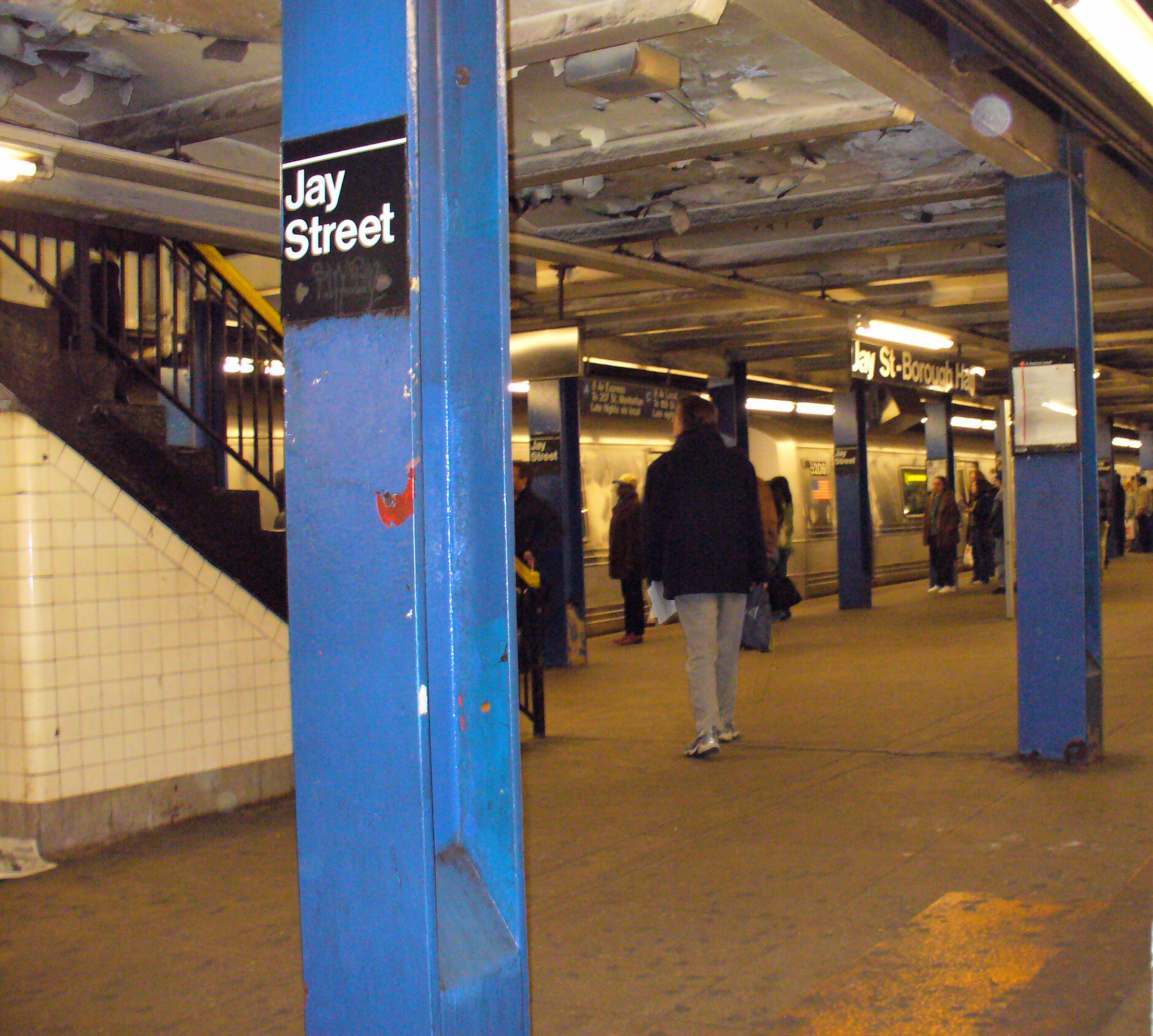
INDホームと天井を支える柱

## BMT4番街線
BMT4番街線のジェイ・ストリート-メトロテック駅 (Jay Street–MetroTech) は線路2線と島式ホーム1面を有した1面2線の地下駅で、ホーム壁面はIND側と違いタイル張りではない。
改札階には駅の最も東にある2つの改札口がある。また「to Lawrence Street」と「to Bridge Street」と書かれた改札口の方向を示す看板がある。
ホーム上には以前ローレンス・ストリートとウィルビー・ストリートの交差点に位置する改札口への唯一のアクセスルートであった狭いエスカレーターが設置されていた。ここからは同交差点南東へ出ることができた。

### 歴史
モンタギュー・ストリート・トンネルとそれに付随する路線の建設が契約された際の計画では当駅は建設する予定は無かった。しかし、1916年にローレンス・ストリート付近に駅を建設すべきと提案がなされた。契約内容は1917年7月に変更され、当駅に関する規定が新たに盛り込まれた。その後、建設が始まったが1918年5月18日に建設は中止された。原因は当時勃発した第一次世界大戦により物資や人員が足りなくなったことと、駅構造の約半分が完成し建設の手を止めるのにちょうどきりが良かったことである。モンタギュー・ストリート・トンネルと当駅を通過する列車の運行は1920年8月1日に開始されたが当駅は未だに完成しておらず列車も停車していなかった。この頃路線はモンタギュー・ストリート・トンネル線と呼ばれていた。
最終的に建設は1922年5月18日に再開され、残りの地上への階段、改札階、ホームなどが着工された。1924年6月11日に駅はローレンス・ストリート-メトロテック駅 (Lawrence Street–MetroTech) として開業、ローレンス・ストリートへの出入口のみが使用されていたが後にブリッジ・ストリートへの出入口も建設された。

### 画像
- 出口専用エスカレーター
- BMT側の改札階
- 地上の出入口

## マネートレインホーム

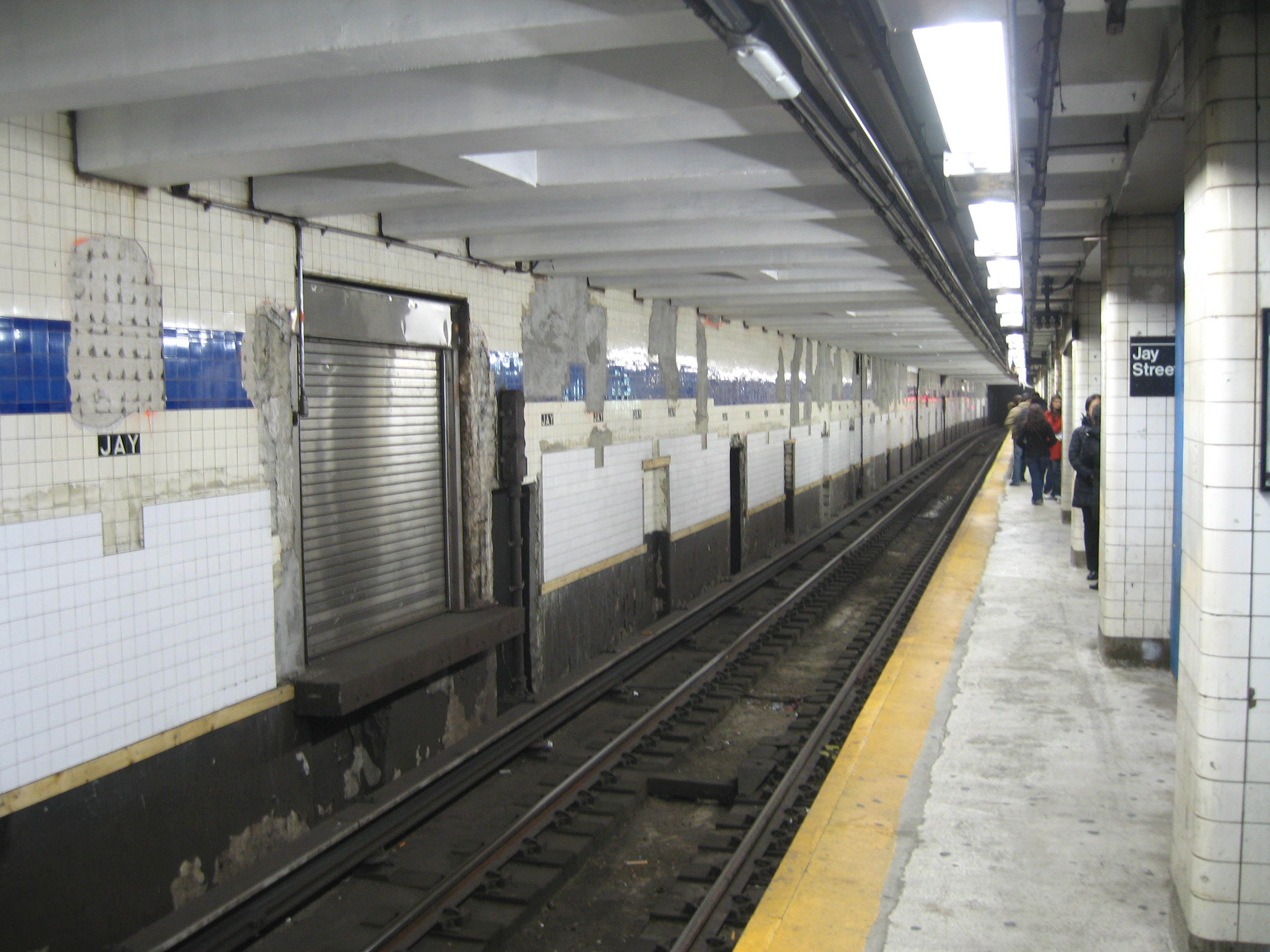
IND南行ホーム壁面にあるマネートレイン用のドア

かつて、マネートレインはニューヨーク市地下鉄の運賃を支払うのに使用されたトークンを集め、370 ジェイ・ストリートの地下にある金庫室に通じるドアにそれを預けた。この搬入用ホームは1951年に開業し、同年に金庫室も完成したがマネートレイン自体の運行が開始されたのは約45年前の1905年であった。このホームは370 ジェイ・ストリートの地下に設置された。これはINDとBMT、そしてIRTの3社の線路が一堂に会する場所であり搬入に都合の良い場所であるためである。しかし、トークンは2003年を最後に使用されなくなりマネートレインの運行も終了、2006年12月にこのホームは閉鎖された。マネートレインは他の旅客列車よりも低速で走行するがニューヨーク市地下鉄は24時間運行のため旅客列車の運行されない時間に運転するということができず、路線の高速化や列車の増発が容易に行えないためにメトロポリタン・トランスポーテーション・オーソリティはマネートレインを問題視していた。マネートレインは駅近くにあるニューヨーク交通博物館に展示されているほか、2015年10月からは370 ジェイ・ストリート地下のホームの様々な使用記録などが展示された。
現在ニューヨーク市地下鉄を構成している路線を保有していた元々の会社、IND、BMT、IRTの3社はそれぞれ独立したマネートレイン用ホームを持っていた。INDのマネートレイン用ホームは当駅のINDカルバー線北行ホームにあり、マネートレインからトークンの搬入に使われたドアが残っておりホームから見ることができる。BMTのマネートレイン用ホームは駅西側のシーサスクロッシングからホーム側に少し進んだところにあり、これは3社のマネートレイン用ホームの中で最も深い位置にあるホームである。IRTのホームは当駅付近を通過するIRTイースタン・パークウェイ線のトンネル内にある。

## 駅周辺
- ニューヨーク市立テクノロジー大学[14]
- ニューヨーク大学タンドン工科学校[14]
- メトロテック・センター[14]
- ブルックリン・ボロー・ホール[14]
- ブルックリン・シュプリーム裁判所[14]
- フルトン・モール[14]
- ブルックリン礼拝堂[14]
- ニューヨーク交通博物館